# Sphecodes geoffrellus
Sphecodes geoffrellus là một loài Hymenoptera trong họ Halictidae. Loài này được Kirby mô tả khoa học năm 1802.